# Staal (geslacht)
Staal (ook: Courrech Staal) is een oorspronkelijk uit Kassel komend geslacht waarvan een telg in 1787 burger van Zwolle werd.

## Geschiedenis
De stamreeks begint met de omstreeks 1675 te Kassel geboren beeldhouwer Johannes Staal. Zijn zoon Johan George Staal (1708-1784) was ook beeldhouwer. Een zoon van de laatste, Johan Christoffel Staal (1756-1842), werd burger van Zwolle en werd er koopman; hij werd de stamvader van de Nederlandse tak. In de 19e en 20e eeuw leverde het hoge militairen en een minister.
In 1875 hertrouwde de weduwe Staal-Blom met Willem Jacobus van der Wolff Courrech waarna een zoon uit haar eerste huwelijk in 1892 maanswijziging verkreeg tot Courrech Staal en daarmee stamvader werd van de tak met die dubbele geslachtsnaam. Een kleinzoon van laatstgenoemde werd in 1974 slachtoffer van een roofmoord die tot veel media-aandacht leidde.

## Enkele telgen
Johannes Staal, beeldhouwer
- Johan George Staal (1708-1784), beeldhouwer
  - Johan Christoffel Staal (1756-1842), koopman te Zwolle
    - Alexander Elisa Staal (1789-1865), boekhandelaar te Meppel
      - Johan Christoffel Staal (1816-1884), gemeenteontvanger te Zwolle
        - Alexander Johannes Jacobus Staal (1843-1917), luitenant-generaal
        - Hendrik Pieter (Henri) Staal (1845-1920), generaal-majoor en minister
          - Jeannette Madeleine Staal (1874-1952); trouwde in 1902 met Jan Tijmens Linthorst Homan (1873-1932), onder andere commissaris van de Koningin

    - Ernst George Staal (1795-1878), ijker
      - Ernst Georg Staal (1825-1874), ijker; trouwde in 1853 met Françoise Josephine Blom (1829-1905), die in 1875 hertrouwde met de makelaar en kassier Willem Jacobus van der Wolff Courrech (†1894)
        - Jean Francois Joseph Courrech Staal (1857-1934), kassier, verkreeg in 1892 bij Koninklijk Besluit naamswijziging tot Courrech Staal en daarmee stamvader van de tak met die dubbele geslachtsnaam
          - Willem Jacobus Courrech Staal (1888-1931), notaris
            - Jean Francois Joseph Courrech Staal (1917-1974), scheepsbouwer en directeur rederij Holland, voorheen M. Caljé, slachtoffer van een roofmoord; trouwde in 1942 met Mary Caljé (1918), dochter van de oprichter van de rederij M. Caljé, Marinus Caljé (1890-1971)

        - Geertruij Adriana Catharina Staal (1862-1946); trouwde in 1891 met Claas Spat (1865-1931), hoogleraar aan de Koninklijke Militaire Academie

Geslachten die opgenomen zijn in het sinds 1910 verschijnende genealogische naslagwerk Nederland's Patriciaat. Lijst volgens opgave van het CBG Centrum voor familiegeschiedenis.
A · B · C · D · E · F · G · H · I · J · K · L · M · N · O · P · Q · R · S · T · U · V · W · Y · Z